# Aiguines
Aiguines là một xã, thuộc tỉnh Var trong vùng Provence-Alpes-Côte d’Azur, Pháp. Xã này có diện tích 114,43 km², dân số 251 người. Xã này nằm ở khu vực có độ cao trung bình mét trên mực nước biển.

## Biến động dân số
| Năm | 1794 | 1800 | 1820 | 1841 | 1851 | 1861 | 1881 | 1901 | 1906 | 1921 | 1946 | 1962 | 1968 | 1975 | 1982 | 1990 | 1999 | 2006 |
| --- | ---- | ---- | ---- | ---- | ---- | ---- | ---- | ---- | ---- | ---- | ---- | ---- | ---- | ---- | ---- | ---- | ---- | ---- |
| Dân số | 913  | 934  | 993  | 1033 | 934  | 933  | 766  | 607  | 570  | 390  | 205  | 174  | 165  | 132  | 161  | 207  | 219  | 251  |
| From the year 1962 on: No double counting—residents of multiple communes (e.g. students and military personnel) are counted only once. |      |      |      |      |      |      |      |      |      |      |      |      |      |      |      |      |      |      |